# AHA Foundation
AHA Foundation är en ideell organisation för försvarandet av kvinnors rättigheter. Den grundades av Ayaan Hirsi Ali 2007 och är baserad i New York, USA. Organisationen bildades ursprungligen för att stödja muslimska dissidenter som hade lidit av sina religiösa eller politiska tro, men september 2008 breddades den för att fokusera på kvinnors rättigheter. Målet med AHA Foundation är att bekämpa brott mot kvinnor och flickor, såsom tvångsäktenskap, kvinnlig könsstympning och hedersmord. Dess viktigaste verksamhet omfattar utbildning, att nå ut till människor som drabbas eller har drabbats och lagstiftande opinionsbildning.